# Gumpertsmühle (Seinsheim)
Gumpertsmühle (auch Dorfmühl genannt) ist ein Wohnplatz des Marktes Seinsheim im Landkreis Kitzingen (Unterfranken, Bayern). Sie liegt in der Gemarkung Tiefenstockheim.

## Geografische Lage
Die Einöde liegt am Breitbach. Ein Anliegerweg führt unmittelbar nördlich nach Tiefenstockheim zur Kreisstraße KT 5.

## Geschichte
Gumpertsmühle gehörte ursprünglich zur Realgemeinde Tiefenstockheim und unterstand wie diese dem würzburgischen Amt Willanzheim, das das Hoch- und Niedergericht ausübte.
Mit dem Gemeindeedikt (frühes 19. Jahrhundert) wurde Gumpertsmühle dem Steuerdistrikt Willanzheim und der Ruralgemeinde Tiefenstockheim zugewiesen. Im Zuge der Gebietsreform in Bayern wurde Gumpertsmühle am 1. Mai 1978 nach Seinsheim eingemeindet.

### Einwohnerentwicklung
| Jahr      | 001818 | 001836 | 001840 | 001861 | 001871 | 001885 |
| Einwohner | 7      | *      | *      | *      | 6      | 6      |
| Häuser    | 1      | *      | *      |        |        | 1      |
| Quelle    | [ 1 ]  | [ 8 ]  | [ 9 ]  | [ 10 ] | [ 11 ] | [ 12 ] |

## Religion
Gumpertsmühle ist römisch-katholisch geprägt und bis heute nach St. Peter und Paul (Tiefenstockheim) gepfarrt.